# 蠕動

模式化した消化管の蠕動

蠕動（ぜんどう、英語: peristalsis）は、筋肉が伝播性の収縮波を生み出す運動である。
蠕虫などの体壁筋や、動物体内の消化管などの中空器官で行われる。前者では動物体の移動のため、後者では内容物の移送のために行われる。
縦走筋 (longitudinal muscle) と環状筋 (circular muscle) が拮抗する平滑筋系によって行われる。両者を相互的に支配する縦走性神経系による、独立・自立的な活動である。

## 体壁筋
ミミズなどの蠕虫で典型的に見られる。
ヒルなどの尺取虫運動や、腹足類の足波も、蠕動と同じ機構である。

## 消化管
消化管の蠕動は、食物をある一定方向に動かすために行われる。
蠕動は自律神経に支配されている。神経堤に由来する迷走神経の節後神経である腸管神経叢（アウエルバッハ神経叢とマイスナー神経叢）が腸管の環状筋および縦走筋を支配している。このため、意識的に蠕動運動を活発にさせることはできない。また腸管神経叢が先天的に欠損すると、その部分の蠕動が行われないために食物塊が貯留し、巨大結腸症を呈する（ヒルシュスプルング病）。

### 環状筋
消化管にある環状筋（輪状筋）が食物塊の存在で伸展すると、それが刺激となって収縮運動を行う。環状筋は食べ物を後戻りさせない機能がある。周期的に環状の収縮を次々と下部に伝え、食物塊を肛門側へ移動させる。

### 縦走筋
縦走筋は消化管を縮める機能がある。縦走筋は、環状筋と良く連携した縮小運動を行い、消化管内で混沌となった食べ物の塊を前進させる役割を持つ。

## その他の器官
消化管以外に、胆管、尿管、卵管、その他の分泌管などで見られる。
下等動物や、高等動物でも胚では、心臓拍動も蠕動によってなされる。

## 関連事項
- 腸粘膜